# Sphoeroides annulatus
Sphoeroides annulatus е вид лъчеперка от семейство Tetraodontidae. Видът не е застрашен от изчезване.

## Разпространение
Разпространен е в Гватемала, Еквадор, Колумбия, Коста Рика, Мексико, Никарагуа, Панама, Перу, Салвадор, САЩ, Хондурас и Чили.